# 兴圣教寺塔
兴圣教寺塔，位于中华人民共和国上海市松江区中山东路南侧方塔园内的一座砖木结构佛塔。该塔共9层，高度为42.65米，因其塔身为方形而被俗称作“方塔”。该塔原为寺庙内属建筑，建于北宋年间，在南宋、明、清时均有大修，民国时期遭到严重损毁，其周边寺庙建筑也已在历代的战乱中全部损毁。中华人民共和国成立后，兴圣教寺塔开始受到专门保护。1962年9月7日，该塔被公布为上海市文物保护单位，并确认了该塔的保护范围。1974年，塔下的地宫被发掘，从中出土了包括舍利和古钱币在内的大量文物。1975至1977年，该塔被整体翻修，修复后的塔基本恢复了北宋年间的原貌。1977年12月7日，该塔再次被公布为上海市文物保护单位。1996年11月20日，兴圣教寺塔被国务院公布为第四批全国重点文物保护单位。

## 历史
兴圣教寺塔建于北宋熙宁、元祐年间（1068～1094年），因该塔建在兴圣教寺中而得名。南宋年间，该塔曾经有过修整。元至元二十一年（1284年），兴圣教寺的僧人募款对该塔进行修葺。大德六年（1302年），塔上的塔刹相轮和栏杆被台风吹坏，后被该寺僧人募款修复。元末战乱中，兴圣教寺被毁，只剩下塔和一座钟楼。明洪武三年（1370年），寺僧在塔旁建忏堂，题匾额“兴圣塔院”。洪武二十八年（1395年），该塔再一次被台风刮坏，并于随后由院内僧人们募资修缮。明正统十二年（1447年），巡抚周忱捐款重建该塔。万历年间该塔再次重修，院内僧人为了募款而断臂，以示虔诚。清顺治十七年（1660年），提督梁化凤施资修塔。乾隆三十五年（1770年），该塔进行了一次大修，塔刹在这次大修中被更换。此后，该塔道光二十四年（1844年）再一次修葺。明清的几次重修中都保存了宋代建筑的特点。这次修复后，兴圣教寺塔被誉为江南造型最美的塔。
民国时期，该塔遭到严重损毁。抗日战争时期，日军对松江进行大规模轰炸，方塔周围的古建筑在轰炸中几乎全部被夷平。1938年12月，兴圣教寺塔的墙壁上被当地少年夏秋生写上了“打倒日本帝国主义”几个大字。到1949年，该塔下面走廊和塔内各层木结构大部毁坏，楼板扶梯仅剩一层，塔身向西北倾斜约54厘米，塔的周围杂草丛生。
1955年7月，松江县文教科对兴圣教寺塔采取了保护性措施。1962年9月7日，该塔被公布为上海市文物保护单位。1974年，当地文物部门复原了底层附阶:138。同年，当地考古部门发现了兴圣教寺塔下的地宫，并于1974年11月7日至10日对其进行了考古发掘。1975～1977年，在上海市文物管理会的组织下，松江文化部门组织相关人员对兴圣教寺塔进行复原大修，在这次修葺中，工作人员发现该塔上原有177朵斗拱中有111朵是宋代原物，券门上的月梁、外檐梁枋等也为原物:138。1978年，松江县政府在原兴圣教寺寺址开拓和兴建园林，以方塔为中心，四周组合古代建筑文物群，其中包括从闸北区河南路桥北境迁移而来的天后宫大殿，塔下占地160余亩的长方形土地被开发成了方塔公园。1986年，塔的保护范围和控制范围被划定，塔周围50米内被划定为保护范围，50至150米内为控制范围。1996年11月20日，兴圣教寺塔被公布为全国重点文物保护单位。

## 形制
兴圣教寺塔塔身共有9层，塔高42.65米。该塔设计为砖砌塔身，方木结构，平面呈正方形，每层的侧面均宽6米，每个侧面用砖砌倚柱划分成3间:139，正中间开门，平座四周建有勾栏:161，内为方室，没有塔心柱。每层设木质平座，并以木斗拱承托，顶层为四方攒尖式屋顶，上方安装有塔刹。塔刹高7.85米，其形制是在塔顶上直接扣以覆钵，覆钵和下面的露盘构成一个巨大的须弥座。刹身用相轮九重，上面安置有宝盖。刹顶安装有宝珠、宝瓶:139，正中心以塔心木支撑。塔檐四角系有名为“警鸟”的铜铃。在第三层西壁拱眼壁面上有彩色佛画，底层砖铺地面下有地宫方室，东西长65厘米，南北宽48厘米，深45厘米，内有石函，上刻龙纹图案，两端铭刻两虎。

## 出土文物

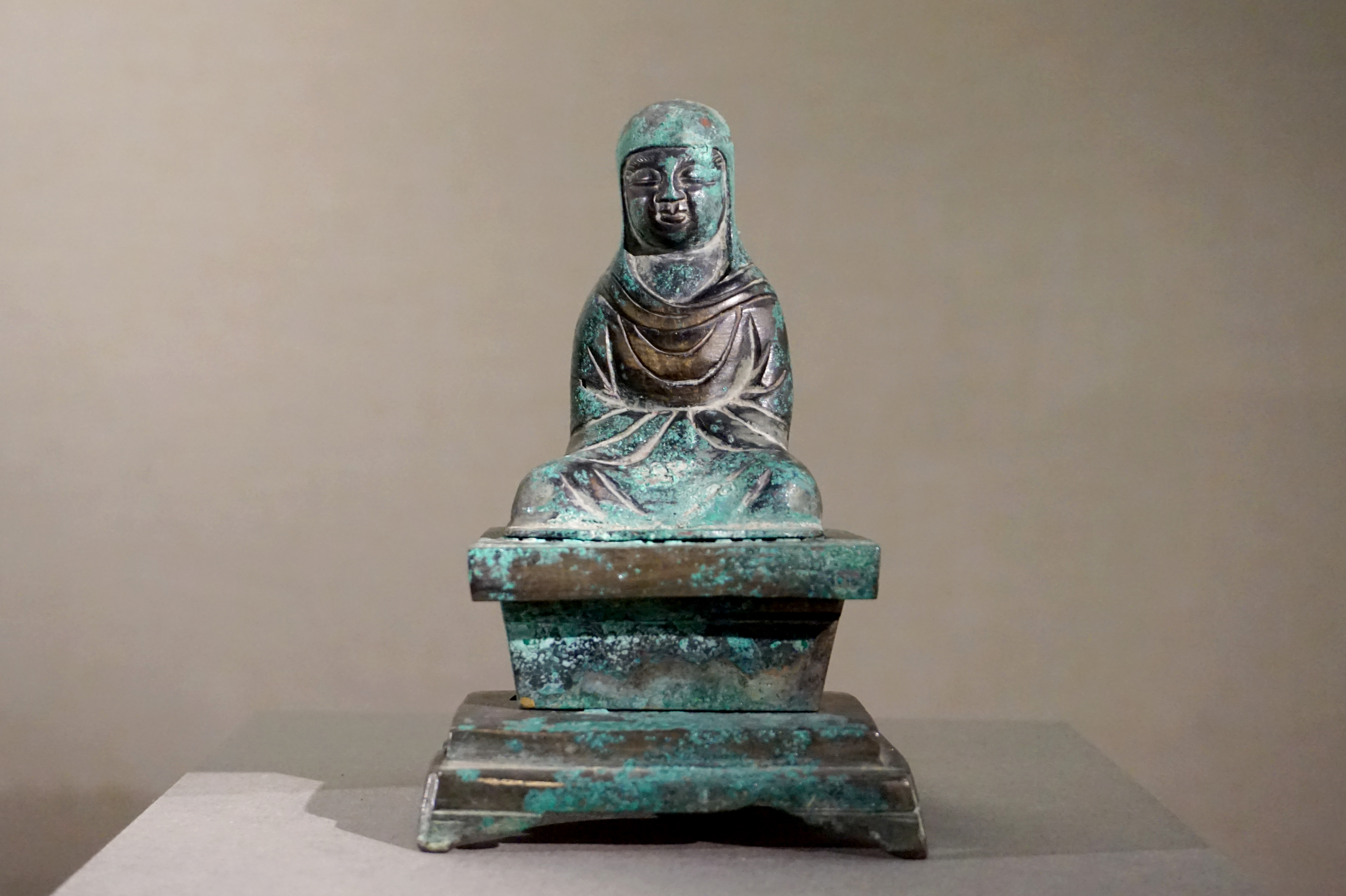
吴越国铜泗州大圣坐像。兴圣教寺塔地宫出土，上海博物馆藏

在1974年，考古人员对兴圣教寺塔的地宫展开发掘，在发掘过程中从地宫的封土中找到2枚铜钱。打开地宫后，发现地宫底东西两侧各铺有一排砖，砖上放置有1个石灰石质地的石函。在地宫内的石函上方，考古队员找到一尊铜制佛坐像以及部分铜钱，在石函下方和石函内仅有的1件漆盒里也找到部分铜钱，共计186枚，时间跨度从唐代开元年间至南宋建炎年间，以唐开元通宝居多，还有部分铜钱因锈蚀而无法辨认年份。石函中还发现1件铜制卧佛塑像，2件银匣（一大一小），小银珠101颗，佛牙2件，9粒舍利子，1块沉香木，以及部分包裹佛像等的丝织品和纸张（残）。1975年，在重修塔身时，工作人员在塔的第七层的斗拱壁缝中找到了几枚熙宁、祥符、元丰铜钱，并在塔顶的宝瓶内发现了藏有血写的佛经，这是道光年间的和尚为化缘募捐用手指血写的。

## 保护工作
1975至1977年，在上海市文物管理会的组织下，松江文化部门组织相关人员以“不改变原状”为原则，对兴圣教寺塔进行了大修。凡宋代原构件以及元、明、清代修补件，未损坏的全部保留；损坏的予以修补、加固；残缺的照原样修复；找不到原样的则参照江南地区同时代的塔型，结合此塔的风格特点，予以重制。重制时，换去塔刹中腐蚀的塔心木，重装塔刹，补换相轮，恢复各层扶梯、楼板、平座、腰檐和北宋建筑物所常用的手杖式栏杆，重建了围廊。
为了保持兴圣教寺塔的外观，松江当地的文物主管部门先后于2000年和2007年对该塔进行了内外墙壁和屋檐的保养和粉刷。2009年，为了控制兴圣教寺塔上的游客数量，方塔公园管理方对每一名登塔的游客另行收取塔的5元门票费用，但由于这个款项在此之前并未在公园门票上标注相关说明，这导致部分游客对款项的收取持有异议。2012年，有市民向媒体和兴圣教寺塔管理方反映称，塔内的墙壁经常出现游客的涂鸦痕迹，而且楼层越高，涂鸦越多。对此管理方也展开行动来制止游客的涂鸦行为，同时也在每年对被涂鸦的墙壁进行粉刷覆盖。